# Die Liebe des van Royk
Die Liebe des van Royk ist ein deutscher Stummfilm aus dem Jahre 1918 von Lupu Pick mit Bernd Aldor in der Titelrolle.

## Handlung
Die dramatische Liebesgeschichte spielt in Diplomatenkreisen im Mittleren Osten. Der Niederländer Artur van Royk blickt auf ein denkwürdiges Ereignis zurück, das vor vier Jahren geschah. Auf seiner Jacht feierte er gerade den Geburtstag der holländischen Königin, als ihm gemeldet wurde, dass ein ungebetener Gast auf sein Segelboot geklettert sei. Dieser Mann bat um Schutz, da er behauptete, verfolgt zu werden. Van Royk gewährte die Protektion, und heute begegnet er diesem Mann wieder.
Der Verfolgte von einst heißt Mehmed Pascha und ist nunmehr Polizeichef von Turkestan, wo van Royk heute seinen Dienst als niederländischer Gesandter antritt. Über Mehmed Pascha lernt van Royk die Gattin seines englischen Kollegen Romney kennen, Lady Mary Romney. Sie ist ein stilles Wesen, das von ihrem charakterlosen Mann kujoniert wird. Dieser will sich von ihr scheiden lassen, denn Romney beabsichtigt, seine Cousine Ruth zu ehelichen. Romney will überdies das Sorgerecht für sein und Marys Kind haben und verlangt von seiner Noch-Ehefrau, bei einer Scheidung eine Verzichtserklärung zu unterschreiben. Diese aber setzt sich als liebende Mutter mit Händen und Füßen gegen dieses unmoralische Ansinnen zur Wehr.
Van Royk verliebt sich in die gütige, britische Lady und verspricht, Mary zu helfen, als Romney mit Hilfe einer gemeinen Finte, die sein Sekretär ausgeheckt hat, doch noch in den Besitz der Unterschrift gelangt. Van Royk will Mary zuliebe unbedingt das Schriftstück mit der erzwungenen Unterschrift zurückerlangen und verkleidet sich als Haremsdame, um so unerkannt in die Nähe Romneys zu gelangen. Doch der britische Gesandte erkennt seinen holländischen Kollegen. Als er einen Dolch zückt, kommt es zu einem Handgemenge, bei dem Romney stirbt. In seiner Not erzählt van Royk Mehmed von der Bluttat. Da er seinem Retter von einst noch einen Gefallen schuldig ist, schiebt Mehmed Pascha die Tat einem Mann in die Schuhe, der bereits wegen fünf Morden einsitzt. Durch seine Rettungstat erhofft van Royk, die Liebe der nunmehr verwitweten Mary zu erlangen. Auf dem Rückweg von Romneys Haus sieht van Royk plötzlich die Gestalt des toten Romney im Boot gegenübersitzen. Van Royk muss erkennen, dass, solange er mit Mary, der Witwe des Toten, zusammen wäre, der Schatten Romneys stets zwischen ihnen stehen würde. So entsagt er freiwillig seinem Glück und verlässt das Land ohne seine große Liebe.

## Produktionsnotizen
Die Liebe des van Royk entstand in der Spätphase des Ersten Weltkriegs, passierte im Oktober 1918 die Filmzensur, und wurde noch im darauffolgenden Monat im Berliner Tauentzienpalast uraufgeführt. Die Länge des Vierakters betrug 1565 Meter. Die Filmbauten schuf Hans Neirath.
1931 verfilmte Kurt Bernhardt den Stoff unter dem Titel Der Mann, der den Mord beging mit Conrad Veidt und Heinrich George in den Hauptrollen.

## Kritik
„Bernd Aldor … hat entschieden etwas Prägnantes Er meistert sich und seine Rollen, denen er starken seelischen Ausdruck verleiht. Der Stoff bewegt sich um die neu-alte Geschichte der Liebe … Interessant ist der orientalische Einschlag, die die Regie in mustergültiger Weise mitverwendete. […] Das Ensemble ist auch gut gewählt, wie das Ganze den Eindruck sorgfältiger Auslese macht. Bedächtig ist aus der Struktur die Entwicklung der Handlung herausgeholt und zu einem schönen Kunstwerk geformt worden.“